# Ken O'Brien (animateur)
Pour les articles homonymes, voir Ken O'Brien.
Kenneth O'Brien dit Ken O'Brien ou Ken O'Brian, né le 19 décembre 1915 dans le Montana et décédé le 17 janvier 1990 à Ventura (Californie), est un animateur américain ayant travaillé pour les studios Disney, pour WED Entreprises comme imaginieur et sur plusieurs séries d'animation d'autres studios.

## Biographie
Ken O'Brien rejoint les studios Disney en 1937 comme animateur juste avant la fin de la production de Blanche-Neige et les Sept Nains.
Ap partir de 1947, il crédité sur différentes productions en dehors des studios à commencer par une de Walter Lantz Productions, The Mad Hatter avec Woody Woodpecker.
En 1962, il rejoint WED Entreprises comme imagineer et participe au projet des audio-animatronics pour la Foire internationale de New York 1964-1965. Il travaille ensuite sur des attractions comme Pirates of the Caribbean, Hall of Presidents, Country Bear Jamboree et World of Motion.
Il prend sa retraite en 1982.

## Filmographie
- 1940 : Pinocchio
- 1942 : Bambi
- 1946 : La Boîte à musique
- 1946 : Mélodie du Sud
- 1947 : Coquin de printemps
- 1947 : The Mad Hatter
- 1948 : Pecos Bill
- 1948 : Mélodie Cocktail
- 1948 : Wet Blanket Policy
- 1948 : The Playful Pelican
- 1950 : Cendrillon
- 1953 : Peter Pan
- 1954 : L'Agenda de Donald (Donald's Diary)
- 1955 : La Belle et le Clochard
- 1956 : Your Safety First
- 1956 : Destination Earth
- 1959 : La Belle au bois dormant
- 1960 : Mister Magoo (télé) 17 épisodes
- 1968 : The Night Before Christmas
- 1968 : A Boy Called Charlie Brown
- 1972 : ABC Afterschool Special (télé) 1 épisode
- 1977 : Les Galères de Charlie Brown
- 1977 : A Flintstone Christmas (télé)
- 1978 : Hoshi no Orpheus
- 1978 : Fangface (télé) 1 épisode
- 1979 : The Plastic Man Comedy/Adventure Show (télé)
- 1980 : Heathcliff and Dingbat (télé)
- 1981 : Un Noël de Chipmunk (télé)
- 1983 : Sacrée journée pour Bourriquet
- 1983 : Les Maîtres de l'univers (télé) 16 épisodes
- 1983 : The Great Bear Scare (télé)